# Kanton Aurignac
Der Kanton Aurignac war bis 2015 ein französischer Wahlkreis im Arrondissement Saint-Gaudens, im Département Haute-Garonne und in der Region Midi-Pyrénées; sein Hauptort war Aurignac. Der Vertreter im Conseil Régional für die Jahre 2004 bis 2010 war Patrick Boube.
Der 19 Gemeinden umfassende Kanton hatte 4334 Einwohner (Stand: 2012) auf einer Fläche von 191 km². 

## Gemeinden
| Gemeinde                 | Einwohner Jahr | Fläche km² | Bevölkerungsdichte | Postleitzahl | Code INSEE |
| ------------------------ | -------------- | ---------- | ------------------ | ------------ | ---------- |
| Alan                     | 321 (2013)     | –          | – Einw./km²        | 31420        | 31005      |
| Aulon                    | 348 (2013)     | –          | – Einw./km²        | 31420        | 31023      |
| Aurignac                 | 1177 (2013)    | –          | – Einw./km²        | 31420        | 31028      |
| Bachas                   | 62 (2013)      | –          | – Einw./km²        | 31420        | 31039      |
| Benque                   | 163 (2013)     | –          | – Einw./km²        | 31420        | 31063      |
| Boussan                  | 238 (2013)     | –          | – Einw./km²        | 31420        | 31083      |
| Bouzin                   | 90 (2013)      | –          | – Einw./km²        | 31420        | 31086      |
| Cassagnabère-Tournas     | 463 (2013)     | –          | – Einw./km²        | 31420        | 31109      |
| Cazeneuve-Montaut        | 71 (2013)      | –          | – Einw./km²        | 31420        | 31134      |
| Eoux                     | 120 (2013)     | –          | – Einw./km²        | 31420        | 31168      |
| Esparron                 | 64 (2013)      | –          | – Einw./km²        | 31420        | 31172      |
| Latoue                   | 327 (2013)     | –          | – Einw./km²        | 31800        | 31278      |
| Montoulieu-Saint-Bernard | 202 (2013)     | –          | – Einw./km²        | 31420        | 31386      |
| Peyrissas                | 80 (2013)      | –          | – Einw./km²        | 31420        | 31414      |
| Peyrouzet                | 95 (2013)      | –          | – Einw./km²        | 31420        | 31415      |
| Saint-André              | 218 (2013)     | –          | – Einw./km²        | 31420        | 31468      |
| Saint-Élix-Séglan        | 45 (2013)      | –          | – Einw./km²        | 31420        | 31477      |
| Samouillan               | 130 (2013)     | –          | – Einw./km²        | 31420        | 31529      |
| Terrebasse               | 141 (2013)     | –          | – Einw./km²        | 31420        | 31552      |

## Bevölkerungsentwicklung
| 1962 | 1968 | 1975 | 1982 | 1990 | 1999 | 2006 |
| ---- | ---- | ---- | ---- | ---- | ---- | ---- |
| 5299 | 4598 | 4158 | 4024 | 3906 | 3768 | 4018 |